# シールマール
シールマール(Sheermal)は、イラン文化圏及びインド亜大陸で作られている伝統的なサフラン風味のフラットブレッドである。ペルシアの影響を受けていると考えられる。ラクナウやハイデラバードの食文化の1つである。またアワディ料理の一部であり、古ボーパールでも特に肉料理と一緒に食べられている。

## 作り方
シールマールはマイダ粉から作る甘味のあるナンである。酵母で発酵させ、タンドールまたはオーブンで焼く。伝統的にはロティのように作るが、最近はナンのような作り方をする。ロティやナンでは湯を使うところで、砂糖とサフラン、カルダモンを加え温めた牛乳を用いる。出来上がったものはデニッシュに似ている。
イランでは、シールマールの作り方は地域により若干異なる。そのため、シールマールは旅行の土産になることもある。
ラクナウ地方のケバブやニハリと一緒に食べられることもある。